# Braintree Town Football Club
El Braintree Town Football Club es un equipo de fútbol de Inglaterra que juega en la Conference National, la quinta liga de fútbol más importante del país.

## Historia
Fue fundado en el año 1898 con el nombre Manor Works, el equipo de los trabajadores de la Crittall Window Company, por lo que se les conoce como the Iron. Tomaron los colores y el escudo del recién desaparecido Braintree F.C., al igual que la mayoría de sus exjugadores.
En 1921 se pasaron a llamar Crittall Athletic para identificarse con la compañía dueña del equipo. En 1928 se unieron a la Spartan League y en 1935 fueron uno de los equipos fundadores de la Eastern Counties League, ganándola en 1 ocasión y posteriormente se pasaron a la Essex County League, en la cual solamente duraron 1 año porque la liga desapareció, retornando a la Eastern Counties League.
En 1983 adoptaron el nombre que tienen actualmente.

## Palmarés
- Conference South: 1

2010–11
- Isthmian League: 1

2005–06
- Eastern Counties League: 3

1936–37, 1983–84, 1984–85
- Eastern Counties League Cup: 1

1987–88
- London League Cup: 2

1948–49, 1951–52
- Essex & Suffolk Border League: 1

1959–60
- Essex & Suffolk Border League Cup: 1

1959–60
- North Essex League: 3

1905–06, 1910–11, 1911–12
- Essex Senior Cup: 1

1995–96
- Essex Senior Trophy: 1

1986–87